# 阿莱拉 (克勒兹省)
阿莱拉（法語：Alleyrat，法語發音：[alɛʁa]）是法国克勒兹省的一个市镇，位于该省中南部，属于欧比松区。

## 地理
阿莱拉（45°59'18"N, 2°9'13"E）面积9.54 平方千米，位于法国新阿基坦大区克勒兹省，该省份为法国中部省份，位于法國中央高原西北部，北起安德尔省和谢尔省，西接维埃纳省，南至科雷兹省，东临多姆山省，东北与阿列省接壤。
与阿莱拉接壤的市镇（或旧市镇、城区）包括：欧比松、布莱萨克、圣迈克桑、圣梅达尔-拉罗谢特。

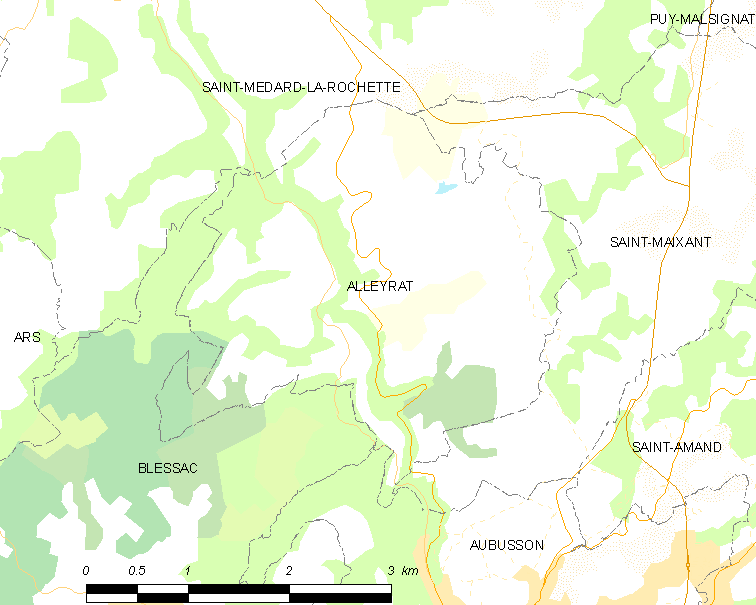
的OSM定位图

阿莱拉的时区为UTC+01:00、UTC+02:00（夏令时）。

## 行政
阿莱拉的邮政编码为23200，INSEE市镇编码为23003。

## 政治
阿莱拉所属的省级选区为欧比松县。

## 人口

1962-2008年间人口变化图示

阿莱拉于2022年1月1日时的人口数量为141人。